# 수마트라코끼리
수마트라코끼리(학명: Elephas maximus sumatranus)는 장비목 코끼리과에 속하는 아시아코끼리의 아종이다. 수마트라섬과 인도네시아에 두루 서식하며, 아시아코끼리의 아종 중에서는 상대적으로 작은 편이다. 전 세계에 2,000마리가 잔존하고 있다. 현재 불법적인 밀렵과 더불어 수마트라섬의 무분별한 개발로 서식지가 파괴되면서 심각한 멸종위기에 쳐해있다.

## 같이 보기
- 보르네오코끼리